# سمير الشماط
سمير الشماط (4 مايو 1986) ممثل سوري.

## عن حياته
هو حفيد الممثل الراحل محمد الشماط وشارك في العديد من المسلسلات السورية من أبرز مسلسلاته باب الحارة.
وكانت له مشاركة في مهرجان القاهرة التجريبي الدولي منها الهوى غلاب _زاوية _ظل رجل القبو _الراحل العزيز _سينفونية رباط حذاء_ السيد والعبد... إلخ.

## أعماله
- جرن الشاويش
- باب الحارة من الجزء 2 إلى الجزء 5 بدور فتحي
- أبو جانتي
- الدبور بدور كرمو
- وجه العدالة
- طوق البنات
- الولادة من الخاصرة 3 .
- ما ما بتخلص حكاياتنا.
- الأميمي.
- التالي.
- طوق البنات.
- خان الدراويش.
- ذهاب و عودة.
- أبو دزينه.
- عطر الشام.
- سليمو و حريمو.
- بقعة ضوء 12.
- ألحان.
- بقعة ضوء 13
- الرابوص.
- حارة خارج السيطرة.
- كرم المنجل.
- حركات البنات.
- بقعة ضوء 14.
- الباشا.
- فلم هندي.
- أهل الوفا
- مايا وآدم بدور مستر فكرة

## روابط خارجية
- سمير الشماط على موقع قاعدة بيانات الأفلام العربية